# 新北市立圖書館中和分館

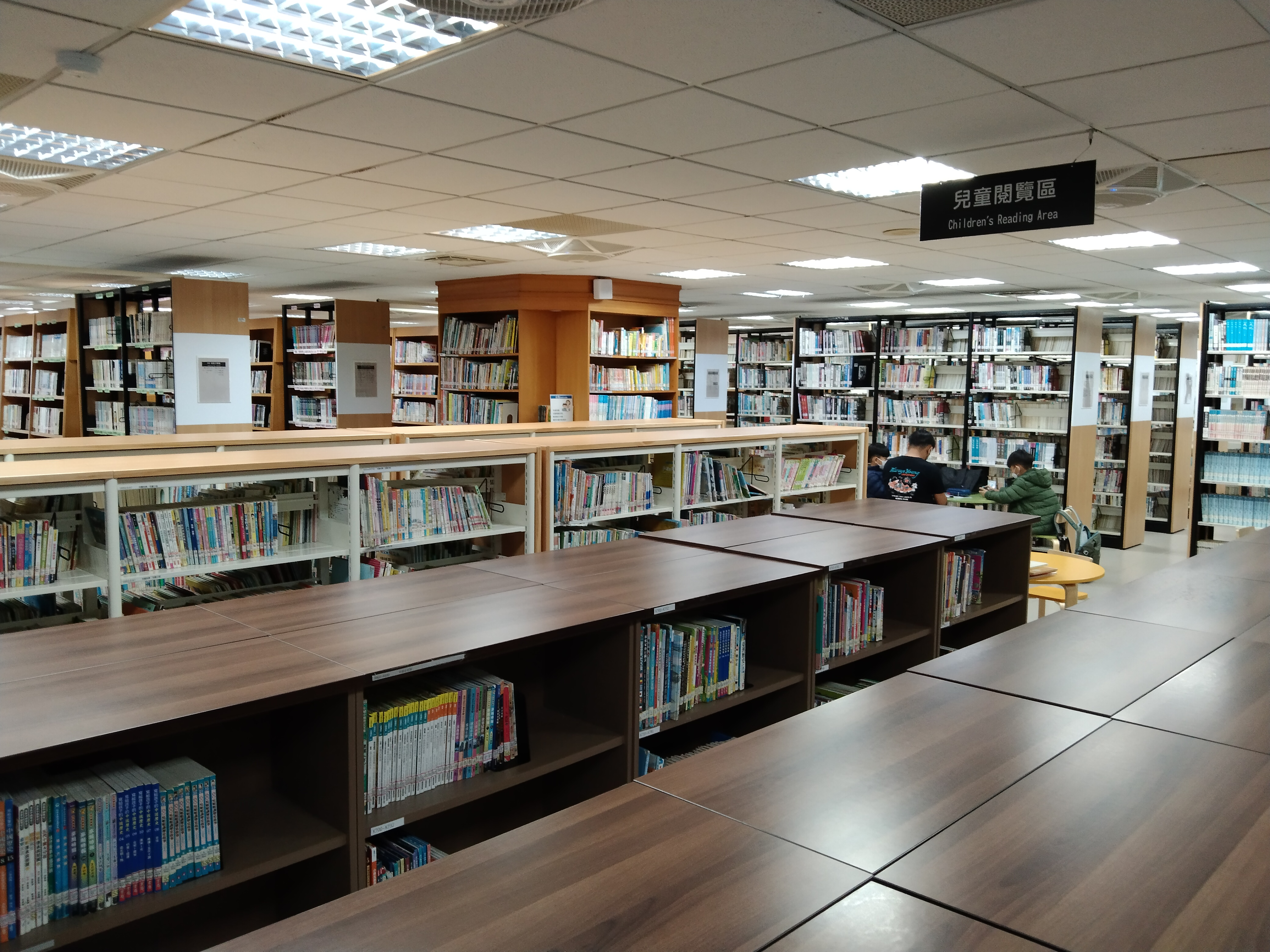
7樓書庫區

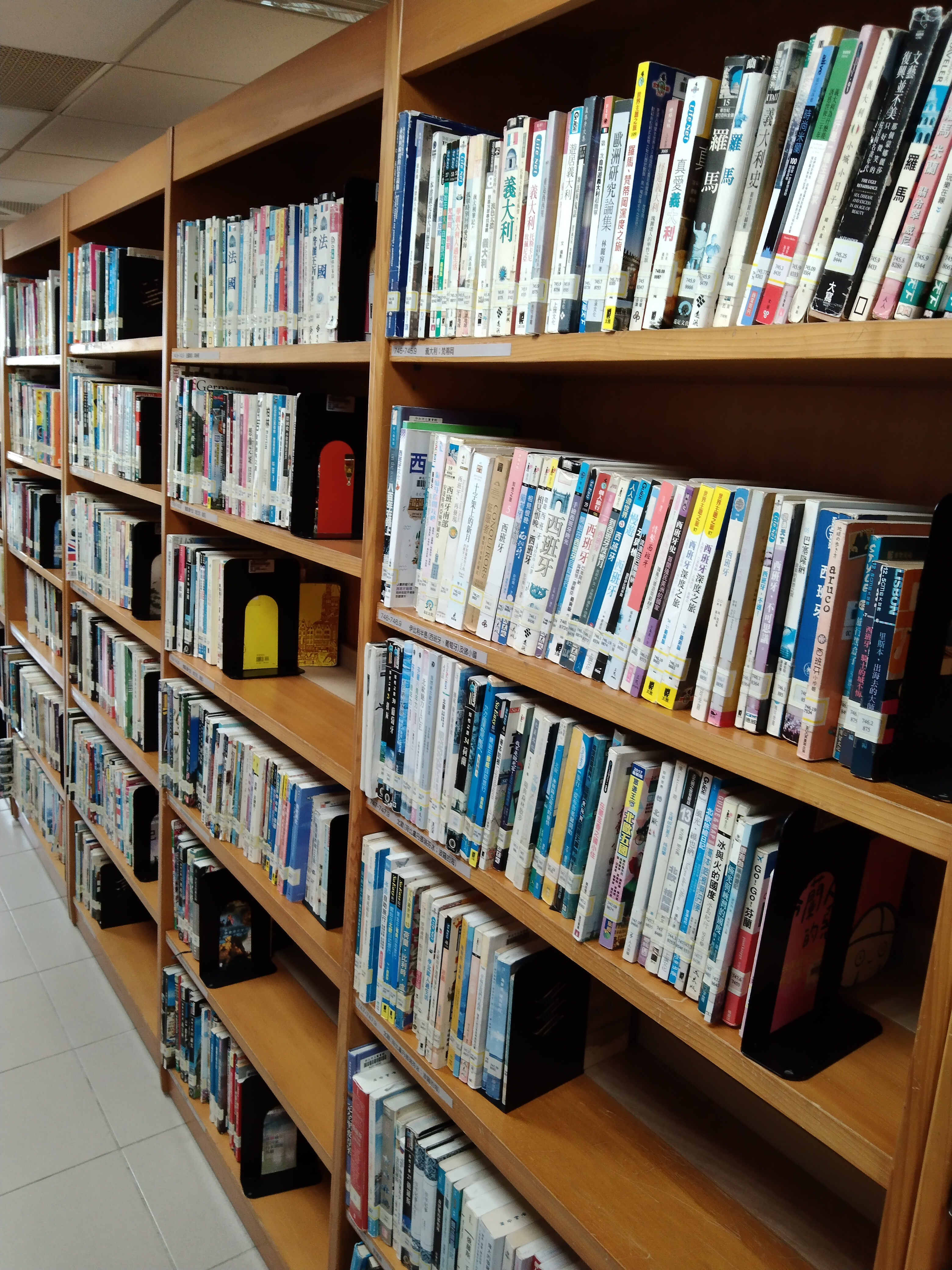
7樓書庫區

新北市立圖書館中和分館位於臺灣新北市中和區，是新北市立圖書館的其中一座分館。中和分館於2002年7月1日開館，中和分館位於復興綜合大樓6、7樓，鄰近臺北捷運南勢角站。
2018年，中和分館首創全臺第一個設立「穆斯林祈禱室」的公共圖書館。

## 設施
- 六樓：自修室、參考區、閱報區、期刊雜誌區、筆電區、網路檢索區、服務台、穆斯林祈禱室。

- 七樓：書庫、兒童圖書區、視聽資料區、哺集乳室、影印機、多元文化專區、服務台。